# Erik Satie
Pour les articles homonymes, voir Satie (homonymie).
Œuvres principales
- Trois Gymnopédies (1888)
- Gnossiennes (1890-97)
- Trois morceaux en forme de poire (1911)
- Sports et Divertissements (1914)
- Parade (1917)
- Socrate (1919)

Erik Satie, né le 17 mai 1866 à Honfleur et mort le 1er juillet 1925 à Paris 14e, est un compositeur et pianiste français.
Inclassable, associé un temps au symbolisme, il est reconnu comme précurseur de plusieurs mouvements, dont le néoclassicisme, le surréalisme, le minimalisme, la musique répétitive et le théâtre de l'absurde.

## Biographie

### Jeunesse

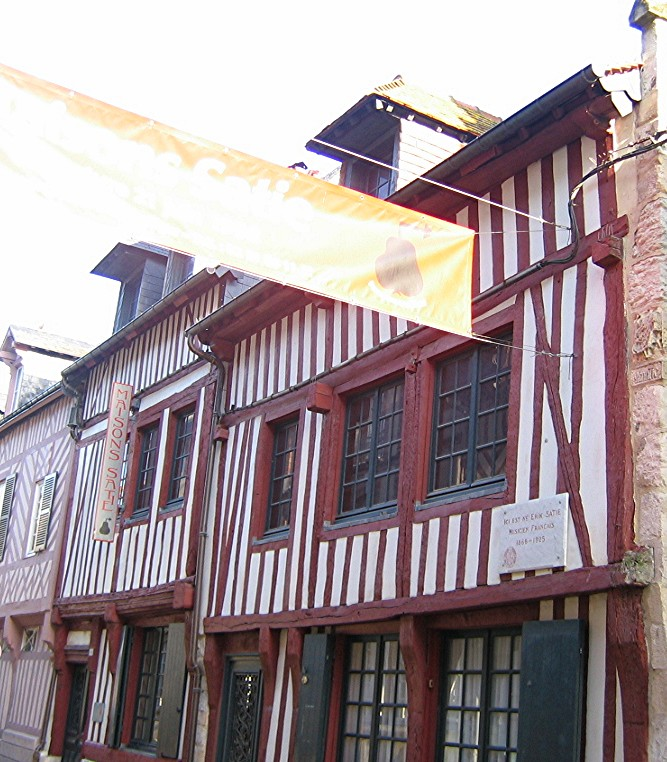
Maison Satie à Honfleur (Normandie).

Né sous le nom de Éric Alfred Leslie Satie, Erik Satie est le fils de Jane Leslie Anton, d'origine écossaise, et de Jules Alfred Satie, courtier maritime normand, élevé dans la religion anglicane. Il passe sa jeunesse entre la Normandie et Paris. En 1870, la famille Satie quitte Honfleur pour Paris où le père a été embauché comme traducteur. Après la mort de leur mère en 1872, Erik et son frère Conrad retournent à Honfleur chez leurs grands-parents paternels, avec qui ils deviennent pratiquants du catholicisme, tandis que leur sœur reste avec leur père à Paris. À la mort de leur grand-mère paternelle en 1878, ils reviennent vivre chez leur père à Paris. Ce dernier s'est remarié avec une femme de dix ans son aînée, Eugénie Barnetche, professeure de piano, qui enseigne à Erik les bases de l'instrument : « L’enfant prend aussitôt en haine et la musique et le conservatoire. »
En 1879, il entre pourtant au conservatoire de musique de Paris. Considéré comme dépourvu de talent, il est renvoyé après deux ans et demi de cours avant d'être réadmis, à la fin de 1885. C'est durant cette période qu'il compose sa première pièce pour piano connue, Allegro (1884). Faute de faire meilleure impression auprès de ses professeurs, il s'engage dans un régiment d'infanterie.
Après quelques semaines, constatant que l'armée ne lui convient pas, il se fait réformer après avoir exposé sa poitrine au froid de la nuit hivernale au point d'attraper une congestion pulmonaire.

### Carrière
En 1887, il s'installe à Montmartre et compose ses quatre Ogives pour piano, dont les partitions ne font apparaître aucune barre de mesure, caractéristique de nombreuses autres compositions. Il développe aussi très vite son style d'annotations de la manière d'interpréter ses œuvres.
À cette époque commence une longue amitié avec plusieurs poètes, comme Stéphane Mallarmé, Paul Verlaine ou le poète romantique espagnol Contamine de Latour, avec qui il collaborera par la suite sur le ballet Uspud. Il fait éditer ses premières compositions par son père. En 1888, il compose ses trois Gymnopédies pour piano.

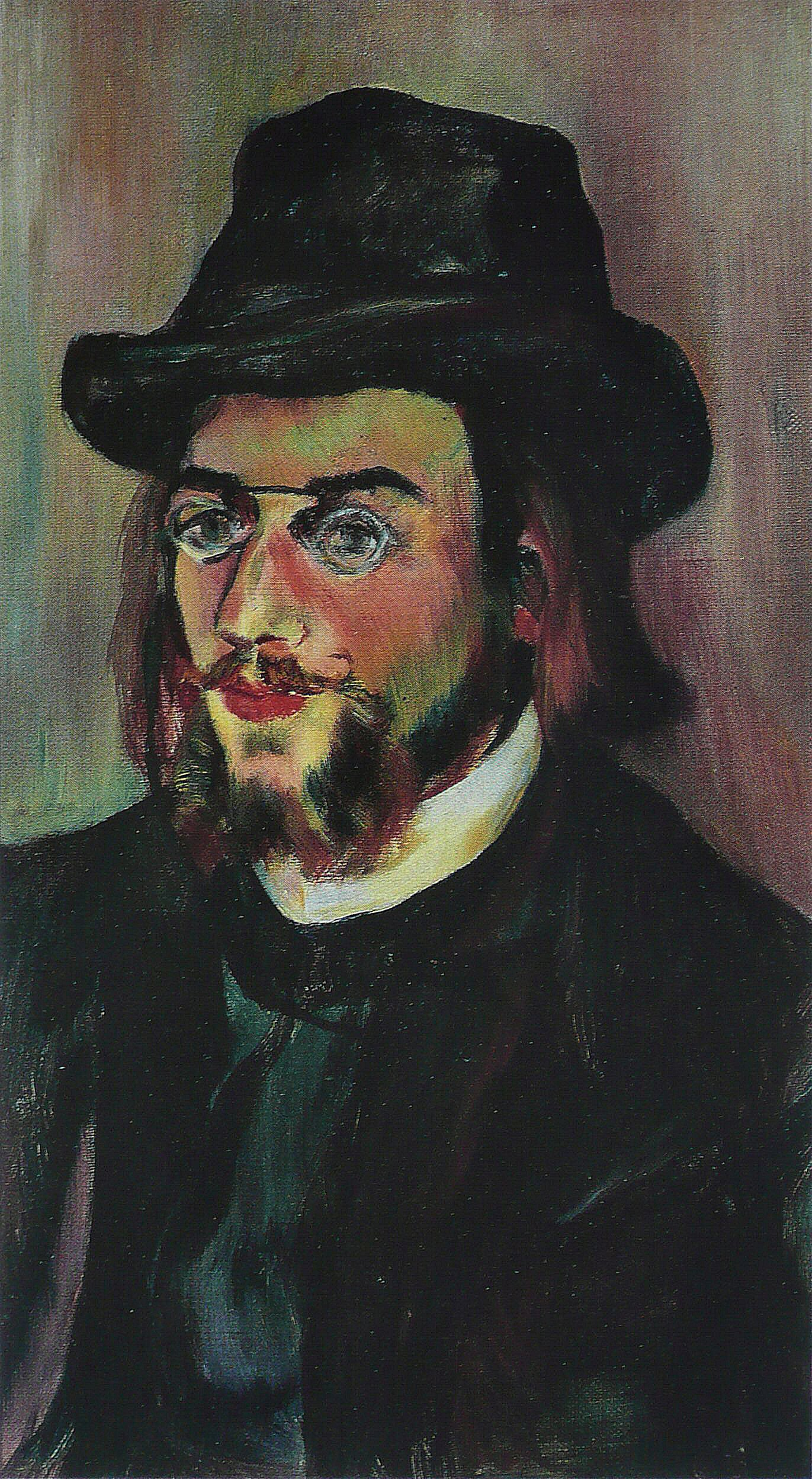
Portrait d'Erik Satie par Suzanne Valadon (1893).

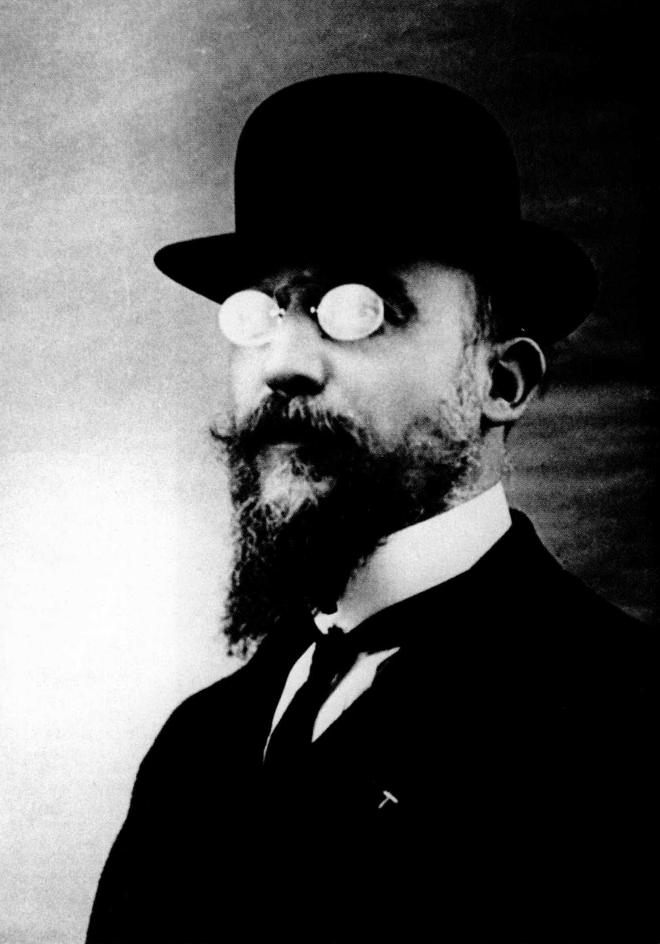
Erik Satie en 1909.

En 1890, il déménage au 6, rue Cortot, toujours à Montmartre, et fréquente le cabaret Le Chat noir où il fait la connaissance de Claude Debussy. En 1891, Satie s'intéresse à l'Ordre de la Rose-Croix catholique et esthétique du Temple et du Graal fondé par le « Sar » Joséphin Peladan. En qualité informelle de maître de chapelle de cet ordre, il compose plusieurs œuvres dont les Sonneries de la Rose-Croix et Le Fils des Étoiles. Dans un élan mystique, il crée son église : « l’Église métropolitaine d’art de Jésus-Conducteur » et lance des anathèmes contre les « malfaiteurs spéculant sur la corruption humaine ». Il en est à la fois le trésorier, le grand-prêtre, mais surtout le seul fidèle. Contraint par cette réalité, il l'abandonne. Peu avant sa mort, il s'affirme catholique selon Jacques Maritain et communie des mains du Père Jean-Édouard Lamy, ami de Cocteau.

Le 18 janvier 1893, Satie se lie à l'artiste peintre Suzanne Valadon. Bien qu'il l'ait demandée en mariage en vain après leur première nuit, Valadon s'installe rue Cortot dans une chambre près de la sienne. Dans sa passion pour sa « Biqui », il rédige des notes enflammées sur « tout son être, ses beaux yeux, ses mains douces et ses pieds minuscules » et compose à son intention des Danses gothiques tandis qu'elle réalise son Portrait d'Erik Satie. Cinq mois plus tard, le 20 juin, leur rupture brise Satie « avec une solitude glaciale remplissant la tête de vide et le cœur de tristesse ». Aucune autre relation sentimentale sérieuse et avouée ne lui est connue. Comme pour se punir lui-même, il compose Vexations, un thème construit à partir d'une mélodie courte, à propos de laquelle il note : 

« Pour se jouer 840 fois de suite ce motif, il sera bon de se préparer au préalable, et dans le plus grand silence, par des immobilités sérieuses. »

Plus tard John Cage et Thomas Bloch joueront la pièce dans son intégralité, soit 840 fois, durant presque 20 heures.
La même année, il fait la connaissance de Maurice Ravel, à propos duquel il écrira plus tard : « Ravel vient de refuser la Légion d'honneur, mais toute sa musique l'accepte. »
En 1895, il hérite d’une somme d'argent qui lui permet de faire imprimer ses partitions et de changer de style de vêtements. Il achète le même costume en sept exemplaires, de velours moutarde, gagnant à Paris le surnom de « Velvet Gentleman ».
En 1896, tous ses moyens financiers ont fondu, il s'installe dans un logement moins coûteux, d'abord dans une chambre minuscule rue Cortot, puis en 1898, à Arcueil au 22 (aujourd'hui 34), rue Cauchy dans la « Maison des Quatre Cheminées » (ainsi dénommée en référence à une boutique qui se trouvait au rez-de-chaussée) à 3 km au sud de Paris.
Cette chambre, sans eau ni éclairage, avait été, juste avant lui, occupée par un personnage étonnant d'Arcueil, le fantasque Bibi-la-Purée, André-Joseph Salis de son vrai nom, personnage excentrique de Montmartre et du Quartier Latin qui connaissait tous les artistes de son époque. Il est d'ailleurs fort probable que Satie l'ait connu à Montmartre avant qu'il ne lui reprenne son bail d'Arcueil.
Le 19 octobre 1899, il est témoin du mariage de Claude Debussy avec Marie Rosalie Texier.

Il reprend contact avec son frère Conrad et abandonne des idées religieuses auxquelles il ne s'intéressera plus avant les derniers mois de sa vie. Il surprend ses amis en s'inscrivant, en octobre 1905, à la Schola Cantorum de Vincent d'Indy pour y étudier le contrepoint classique avec Albert Roussel : 

« En 1905, je me suis mis à travailler avec d'Indy. J'étais las de me voir reprocher une ignorance que je croyais avoir, puisque les personnes compétentes la signalaient dans mes œuvres. Trois ans après un rude labeur, j'obtins à la Schola Cantorum mon diplôme de contrepoint, paraphé de la main de mon excellent maître, lequel est bien le plus savant et le meilleur homme de ce monde. »

Devenu socialiste, il est employé au patronage laïc de la communauté d'Arcueil, il prend l'apparence du « fonctionnaire bourgeois » avec chapeau melon et parapluie. Au lendemain de l'assassinat de Jaurès, il exprime son indignation en s'inscrivant à la SFIO. Les avis diffèrent sur la réalité de son militantisme.

#### Parade
En 1915, grâce à Valentine Gross, il fait la connaissance de Jean Cocteau avec qui il commence à travailler à partir de 1916, notamment au ballet Parade. Leur collaboration est fructueuse malgré quelques incompatibilités de caractère comme en témoigne leur correspondance.
Jean Poueigh, son ennemi numéro un, écrit comme critique musical à l'Ère nouvelle en mai 1917. Il s'oppose virulemment à Satie qui lui envoie en retour, quelques cartes postales incendiaires, dont la plus célèbre fait mention de : « Monsieur et cher ami, vous n'êtes qu'un cul, pire, un cul sans musique ». Ceci ayant été envoyé sur une carte postale sans enveloppe, donc susceptible d'avoir été lu par la concierge, Satie échappe de peu à une condamnation à une année de prison pour diffamation.

#### Le Groupe des Six
Satie et Cocteau sont les pères spirituels du Groupe des Six, baptisé ainsi en 1920 par la presse, et composé de Georges Auric, Louis Durey, Arthur Honegger, Darius Milhaud, Francis Poulenc et Germaine Tailleferre : la salle Huyghens leur servit à partir de 1916, de lieu pour des performances. Il fait également la connaissance, par l'intermédiaire de Picasso, d'autres peintres cubistes, comme Georges Braque, avec qui il travaille au Le Piège de Méduse, ainsi qu'à des projets qui ne verront pas le jour. En octobre 1916, la princesse Edmond de Polignac lui commande une œuvre : Socrate fut achevée au cours de l'année 1918.
En 1919, il est en contact avec Tristan Tzara qui lui fait connaître d'autres dadaïstes comme Francis Picabia, André Derain, Marcel Duchamp, Man Ray avec lequel il fabrique son premier ready-made dès leur première rencontre. Au commencement de l'année 1922, Satie prend le parti de Tzara dans le différend entre Tzara et André Breton au sujet de la nature vraie de l'art d'avant-garde, tout en parvenant à maintenir des relations amicales dans les deux camps. Henri-Pierre Roché aurait dû lui organiser une tournée américaine : le projet avorte.
En 1923, il est l'inspirateur de l'école d'Arcueil, groupe informel composé d'Henri Cliquet-Pleyel, Roger Désormière, Maxime Jacob et Henri Sauguet. Ce groupe ne survit pas à la mort du « Maître d’Arcueil ».

### Mort

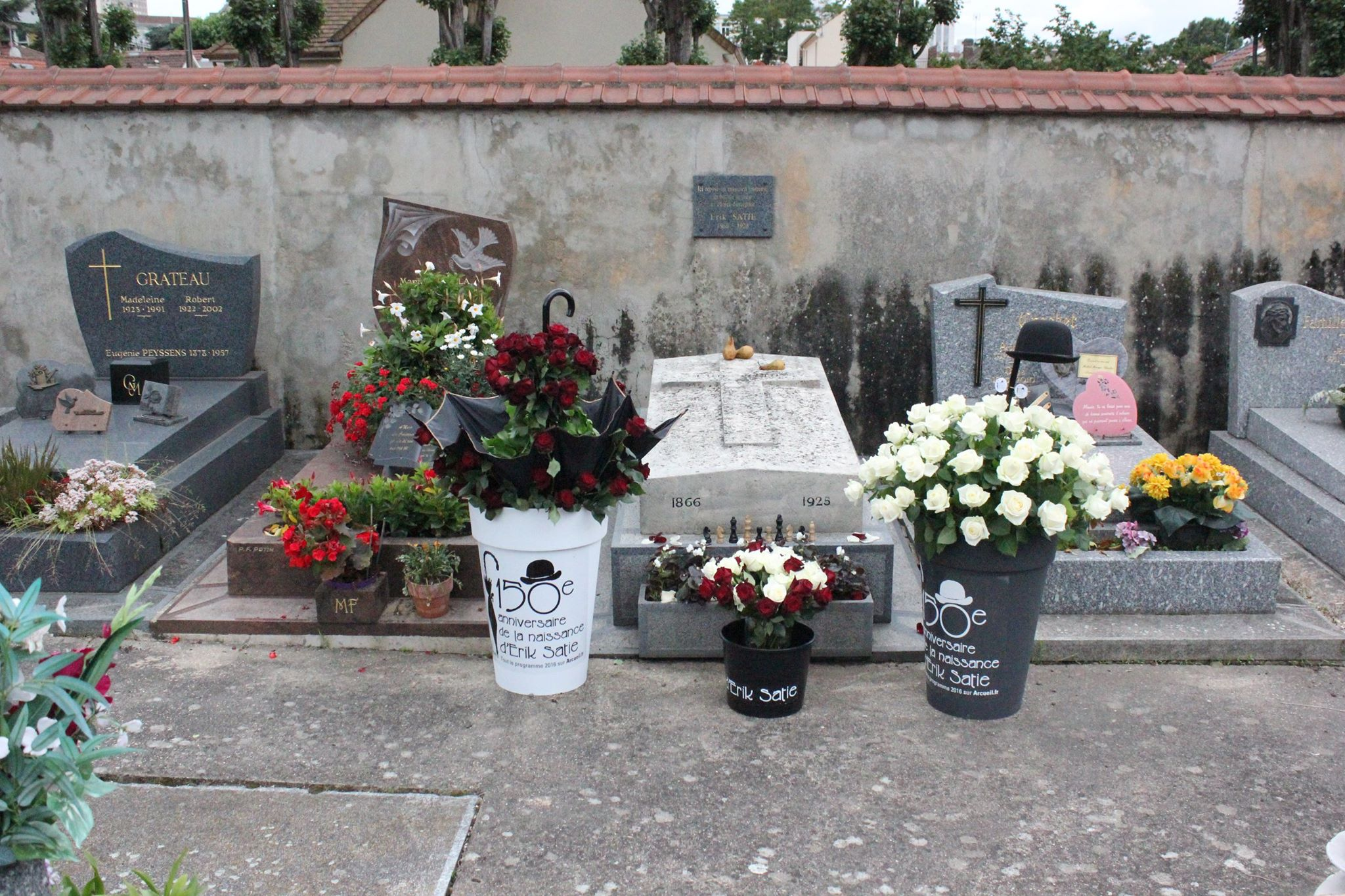
Sépulture d'Erik Satie (cimetière d'Arcueil) fleurie pour le de sa naissance.

Satie tombe malade au début de 1925. Le comte Étienne de Beaumont le fait hospitaliser dans la chambre qui lui est réservée à l'année à l'hôpital Saint-Joseph. L'écrivain surréaliste Pierre de Massot lui rend visite et lui présente le philosophe Jacques Maritain, auquel il déclare, en regardant le crucifix, qu'il n'espère « qu'en celui-là », et qu'au surplus il changera de vie après sa guérison, mais « pas tout de suite, pour ne pas scandaliser mes amis ».
Le 1er juillet 1925, après plusieurs années de consommation excessive d'alcool (surtout d'absinthe), Erik Satie meurt à 59 ans sur son lit d'hôpital d'une cirrhose du foie que l'on dit soigneusement cultivée. Il est enterré au cimetière d'Arcueil, la dernière ville où il ait eu un domicile ; il y vécut de 1898 à 1925. Parmi les rares personnalités artistiques suivant le convoi mortuaire figurait le peintre Jean Pierné (1891-1974), fils du compositeur et chef d'orchestre Gabriel Pierné (1863-1937).

### Pauvreté
L'anecdote la plus connue concernant Satie est probablement celle relative à ce que ses amis trouvèrent lorsque, à sa mort, ils pénétrèrent dans son studio d'Arcueil, auquel Satie refusait l'accès à quiconque. Ils y trouvèrent deux pianos complètement désaccordés et attachés ensemble, remplis de correspondances non ouvertes (auxquelles il avait toutefois en partie répondu) et derrière lesquels ont été retrouvées des partitions jusqu'alors inédites, comme celle de l'opéra Geneviève de Brabant qu'il pensait avoir perdue. Dans un placard, une collection de parapluies et de faux cols. Et dans l'armoire, des costumes de velours gris identiques au sempiternel costume que Satie portait toujours : il les avait fait faire d'avance et en prenait un nouveau lorsque le précédent commençait à être trop usé.
L'état du studio révélait la pauvreté dans laquelle avait vécu Satie : ne pouvant vivre de ses talents de musicien, il ne se plaignait pas ou très peu. Quant à demander une aide financière à ses proches, c'était chose encore plus rare et plus difficile pour lui. Il n'allait pratiquement jamais demander de l'aide à ses amis, lui qui était pourtant très entouré.
Quelques rares proches se doutaient de sa situation. Ce n'est qu'à sa mort, en découvrant l'appartement, qu'ils prirent conscience de la misère dans laquelle il vivait, et qu'il surnommait « la petite fille aux grands yeux verts ».

## Satie et l'humour

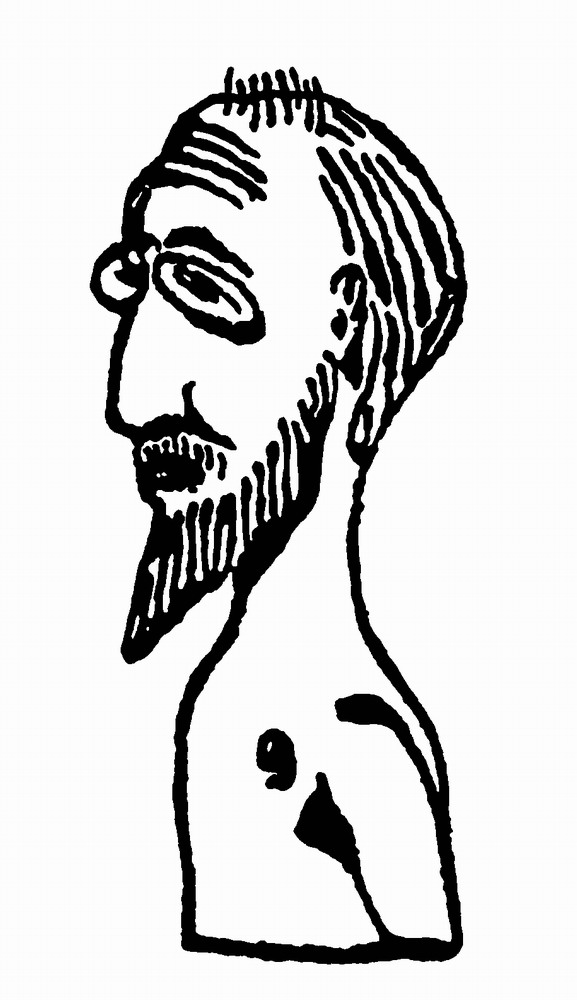
Projet de buste (autoportrait), 1913.

« Avec son pince-nez toujours un peu de travers, sa barbe en pointe et son long nez, ses yeux en coulisse et son sourire moqueur, il avait un air de faune qu'il ne perdit jamais, même quand, sur ses vieux jours, il se fit ermite : cet ironique devint alors l'innocence même. Mais n'y a-t-il point une innocente ironie ? L'homme le plus versatile du monde. » Paul Landormy.
« Erik Satie vécut emmitouflé dans son ironie. », déclare l'historien musicologue Roland de Candé, dans son Nouveau Dictionnaire de la musique. En effet, Satie est souvent qualifié d'ironique, ce qui fait considérer la relation complexe qui existait entre Satie lui-même et l'humour. « Erik Satie est attachant par sa personnalité originale. Son humour si particulier voire ironique est l'un des traits de son caractère, son talent naturel lui a permis de fréquenter de nombreux artistes importants de son époque comme Debussy, Stravinsky, Brancusi, Picasso et bien d'autres. Satie intrigue, Satie fascine. »
Jeune, il semble se prendre au sérieux. « Je suis venu au monde très jeune dans un temps très vieux ». Il utilise souvent l'humour par pudeur et timidité. Ce genre de procédé se trouve de façon évidente dans ses Mémoires d’un amnésique (50 pages blanches), qui n'auraient sûrement trouvé aucun éditeur si elles n'avaient été écrites par Satie lui-même (en effet, Satie se moque de ses propres œuvres).
Erik Satie a été forcé, une bonne partie de sa vie, pour vivre d'être artiste de cabaret, de produire des mélodies frivoles, de « rudes saloperies » selon ses dires, souvent sur des textes humoristiques. Quoique plus tard il ait dénoncé toute cette production comme contre sa nature, ces mélodies ont été parfois les mieux connues (par exemple, Je te veux, Tendrement, Allons-y Chochotte, etc.). Il a notamment arrangé et composé, entre 1898 et 1908, la musique pour une trentaine des œuvres du chansonnier Vincent Hyspa. Ces chansons caricaturant l’actualité politique ont permis à Satie d’explorer l’usage de citations à des fins humoristiques qui caractérise son œuvre.
L'humour d'Erik Satie apparaît clairement dans les annotations écrites sur ses partitions : par exemple, on trouve « Vivache » comme variante de « Vivace » dans la Sonatine bureaucratique (qui est une parodie de Clementi). De même, il compose un pastiche de la Marche funèbre de Frédéric Chopin (deuxième pièce des Embryons desséchés), où il écrit « citation de la célèbre Mazurka de Schubert » (Franz Schubert n'a écrit aucune mazurka notoire alors que c'est un des genres favoris de Chopin). On trouve dans sa production musicale de semblables piques à propos de Camille Saint-Saëns, Debussy, etc. Il maniait probablement l'humour sans malice.
Il est condamné à huit jours de prison pour avoir rétorqué au critique musical Jean Poueigh qui a peu apprécié son ballet réaliste Parade : « Monsieur et cher ami, vous n'êtes qu'un cul, mais un cul sans musique ». Cette condamnation, suspendue par un accord à l'amiable grâce à l'entregent de diverses personnalités, consolida sa réputation.
Erik Satie a aussi écrit, à la fin de sa vie, des œuvres plus sérieuses comme Socrate, sur un texte de Platon traduit par Victor Cousin, ou comme ses six Nocturnes pour piano.

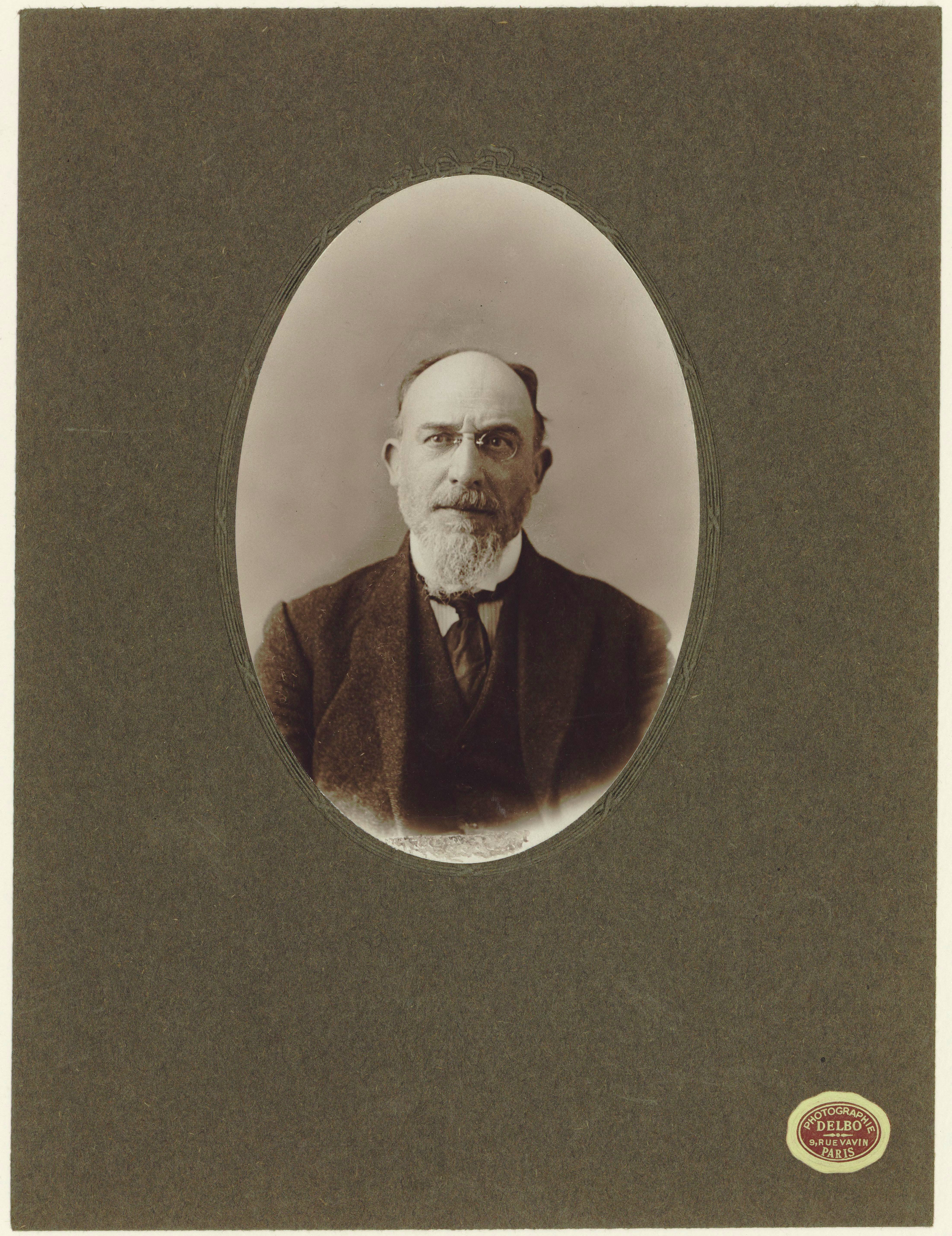
Erik Satie.

## Commémorations
En 2016, à l'occasion du 150e anniversaire de sa naissance, la municipalité d'Arcueil souhaite organiser des festivités. Lors du conseil municipal du 31 mars 2016, délibérant du budget à y allouer, un conseiller municipal d'opposition, Denis Truffaut (FN), déclenche une polémique, refusant que l'argent public soit utilisé pour les commémorations et qualifiant le compositeur de « médiocre », d'« illuminé », de « membre du parti communiste alcoolique ».
À cette occasion, un film sur le compositeur a été réalisé à la demande des Éditions Durand-Salabert-Eschig et de la ville d'Arcueil.

## Décoration
En août 1909, Erik Satie reçoit les Palmes académiques en tant que membre du patronage laïc d'Arcueil-Cachan.

## Œuvre
Erik Satie laisse une cinquantaine d'œuvres.

### Piano
- Ogives I, II, III, IV (1886)
- Sarabandes I, II, III (1887)

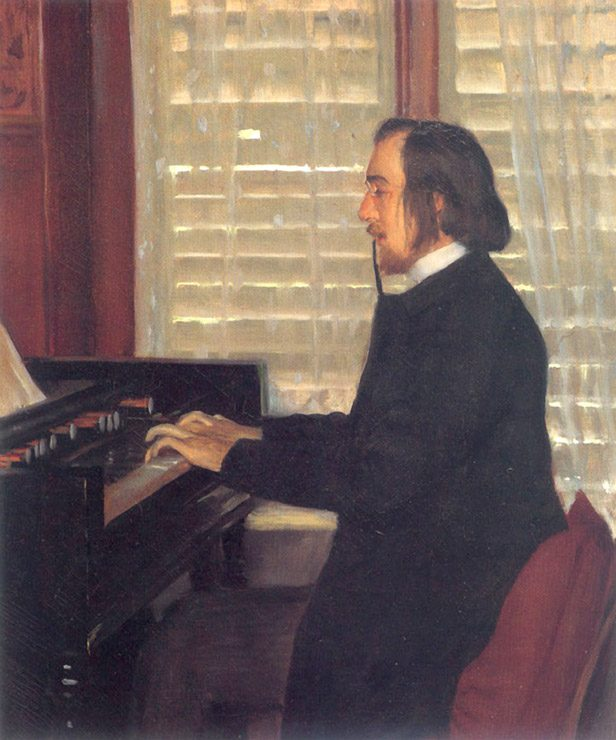
Portrait d'Erik Satie par Santiago Rusiñol.

- Gymnopédies (en grec « fêtes des enfants nus ») I, II et III (1888)
- Gnossiennes I, II, III, IV, V, VI, VII (1890)
- Sonneries de la Rose+Croix (1891 - 1892)
- Le Fils des étoiles (1891 - 1892)
- Prélude d'Eginhard (1892 - 1893)
- Vexations (1893)
- Pièces froides - trois Airs à fuir (1897)
- Pièces froides - trois Danses de travers (1897)
- Prélude de la porte héroïque du ciel (1897)
- Jack in the Box (1899)
- Trois morceaux en forme de poire, pour piano à quatre mains (1903)
- Le Piccadilly (1904)
- Prélude en tapisserie (1906)
- Aperçus désagréables, pour piano à 4 mains (1908-1912)
- En habit de cheval, pour piano à 4 mains (1911)
- Préludes flasques (pour un chien) (1912)
- Véritables préludes flasques (pour un chien) (1912)
- Descriptions automatiques (1913)
- Embryons desséchés (1913)
- Croquis et Agaceries d'un gros bonhomme en bois (1913)
- Chapitres tournés en tous sens (1913)
- Vieux Sequins et Vieilles Cuirasses (1913)
- Menus propos enfantins (1913)
- Enfantillages pittoresques (1913)
- Peccadilles importunes (1913)
- Sports et Divertissements (1914)
- Heures séculaires et instantanées (1914)
- Les Trois Valses distinguées du précieux dégoûté (1914)
- Avant-dernières Pensées (1915)
- Sonatine bureaucratique (1917)
- Trois petites pièces montées, pour piano à 4 mains (1919)
- Nocturnes I, II, III, IV, V (1919)
- Premier menuet (1920)
- La Belle Excentrique (1920).

### Musique vocale
- Messe des pauvres, pour orgue et chœur (1895)
- Socrate (1918)

#### Mélodies
- Trois mélodies : Les anges, Élégie, Sylvie (1886)
- Trois autres mélodies : Chanson, Chanson médiévale, Les fleurs (1886)
- Trois poèmes d'amour : Ne suis que grain de sable, suis chauve de naissance, Ta parure est secrète (1914)
- Trois mélodies : La Statue de bronze, Daphénéo, Le Chapelier (1916)
- Quatre petites mélodies : Elégie, Danseuse, Chanson, Adieu (1920)
- Ludions : Air du rat, Spleen, La Grenouille américaine, Air du poète, Chanson du chat (1923)
- Trois mélodies sans paroles : Rambouillet, Les oiseaux, Marienbad
- Chez le docteur
- Tendresse
- Je te veux, valse chantée
- Allons-y Chochotte
- L'omnibus automobile
- La Diva de l'Empire

### Musique de scène
- Parade, ballet de Léonide Massine pour les Ballets russes (1917)
- Le Piège de Méduse, comédie lyrique en un acte, livret du compositeur (1921)
- Mercure, ballet (1924)
- Relâche, ballet de Jean Börlin pour les Ballets suédois, incluant le film de René Clair Entr'acte (1924), court métrage dans lequel le compositeur apparaît aux côtés de Francis Picabia.
- Jack in the Box, ballet (1926)

### Musique de chambre
- Musique d'ameublement : Carrelage phonique, Tapisserie en fer forgé, Teinture de cabinet préfectoral.
- Choses vues à droite et à gauche (sans lunettes)
- Sonnerie pour réveiller le bon gros roi des singes

### Œuvres posthumes
- Douze Petits chorals pour piano (1906 à 1909, révision par Robert Caby, édition Salabert, 1968)
- Nouvelles pièces froides (1907)
- Cinq Grimaces pour le Songe d'une nuit d'été (1929)
- En 2025, pour le centenaire de sa mort, un disque regroupant 27 composition inédites est enregistré par le pianiste Alexandre Tharaud (parfois accompagné) et publié chez Erato. Les partitions ont été retrouvées et déchiffrées par James Nye (musicologue et compositeur anglais) et Sato Matsui (compositeur et violoniste japonais)[22].

### Écrits
- Écrits, éditions Champ libre, Paris, 1977
- Recoins de ma vie, gravures de François Righi, Le Tailleur d'images, 51 exemplaires, 1987
- À table, Cléry, éditions Sergent-Fulbert, Jean-Jacques Sergent éd., 63 exemplaires, 2003
- Les Raisonnements d'un têtu suivi de Mémoires d'un amnésique, Voix d'encre, Montélimar, 2013
- L'Esprit musical, Paris, Mazeto Square, coll. « Ab initio », 2015, 20 p.  (ISBN 978-2-919229-06-2)
- Nigel Wilkins, The Writings of Erik Satie, Londres, Eulenberg, 1980.

## Influence et hommages
Il eut une certaine influence sur les musiciens du groupe des six Darius Milhaud, Georges Auric, Francis Poulenc, et dans une moindre mesure sur Stravinsky, Maurice Ravel et Claude Debussy. John Cage revendique une filiation avec lui. Il fut pianiste accompagnateur notamment du chansonnier Vincent Hyspa au cabaret Le Chat noir.

### Lieux
- On peut visiter sa maison d'enfance à Honfleur, transformée en musée. C'était aussi le cas du petit Musée-Placard d'Erik Satie au 6, rue Cortot, à Paris, jusqu'à sa fermeture au public en 2008.
- Une plaque à son nom est visible sur sa maison à Montmartre, à Honfleur, ainsi qu'à Arcueil.
- Il existe une rue Erik-Satie dans le 19e arrondissement de Paris, ainsi qu'à Arcueil, Créteil, Bobigny, et une allée à Saint-Michel-sur-Orge.
- Les conservatoires du 7e arrondissement de Paris et de Villebon-sur-Yvette, les écoles de musique de Honfleur et de Saint-Martin-d'Hères, et une salle de musique à Vénissieux portent son nom.
- Un collège de Mitry-Mory et l'école élémentaire d'Ussy portent son nom.
- Une résidence universitaire à Caen a été baptisée en son nom.
- Un laboratoire de l'ENS de Paris-Saclay a été baptisé le SATIE (Systèmes et Applications des Technologies de l'Information et de l'Énergie)[24].
- Une des salles d'hospitalisation dans le service de médecine interne de l'hôpital de La Pitié-Salpêtrière (pavillon Larochefoucault) porte son nom.

### Dans les arts
- Claude Ballif, Sports et Divertissements : orchestration d'après l'œuvre pour piano d'Erik Satie, 1950.

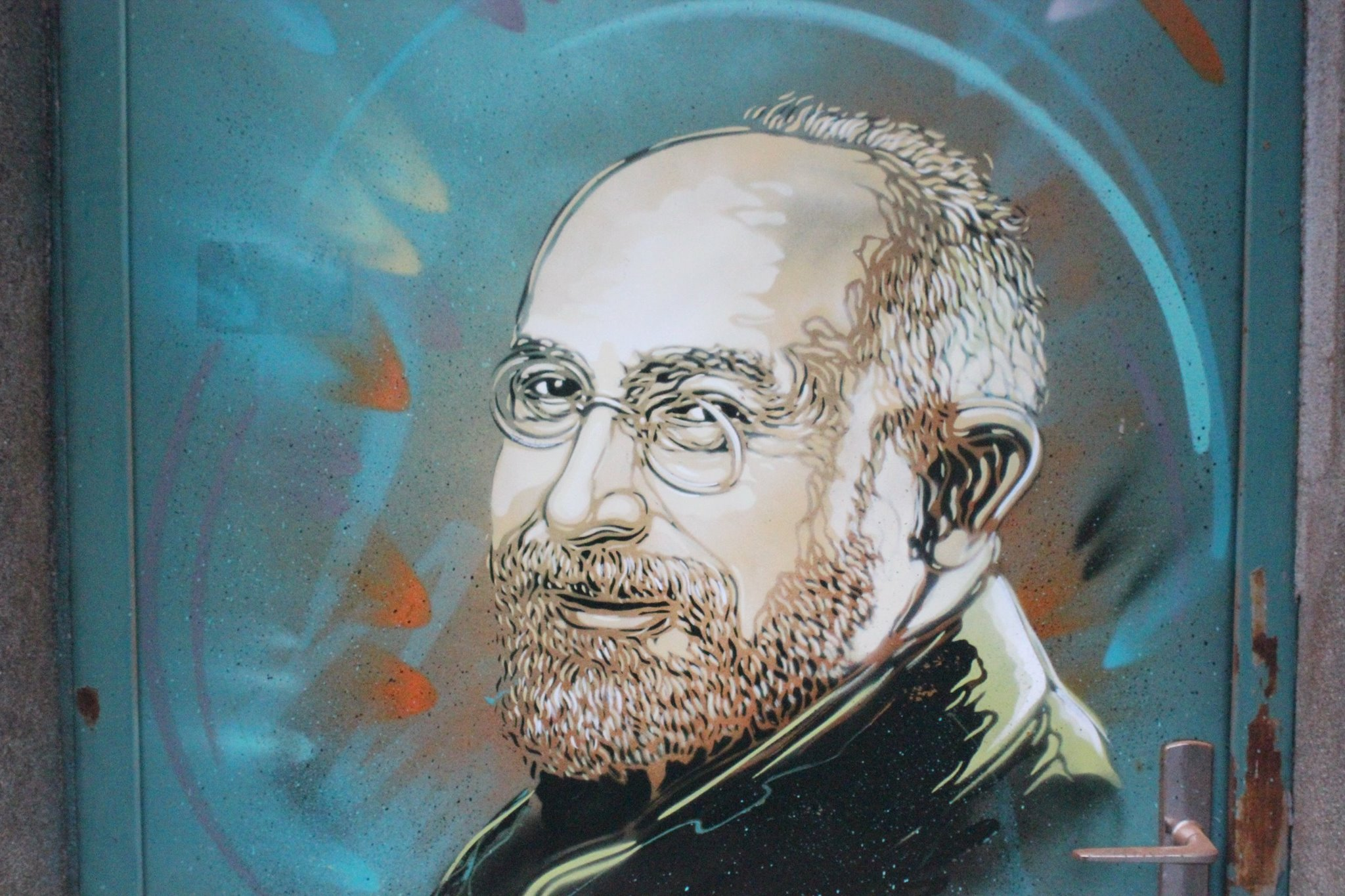
Portrait d'Erik Satie réalisé par C215 le 21 juin 2016 ; commande de la ville d'Arcueil -.

- En 2005, Arthur H et Feist rendent hommage au compositeur dans un morceau titré La Chanson de Satie et qui reprend la mélodie de la Gnossienne no 1.
- L'artiste C215 a réalisé le 21 juin 2016 le portrait de Satie sur une porte du cimetière dans lequel il repose[25].
- La bande dessinée Cinq Nouvelles en forme de poire de Bastien Loukia, parue en 2016 aux éditions BVR à l'occasion des 150 ans d'Erik Satie, retrace la vie du compositeur, racontée par ceux qui l'ont côtoyé (Jean Cocteau, Alphonse Allais (originaire comme lui de Honfleur), Conrad Satie…)
- Le roman Les Parapluies d'Erik Satie de Stéphanie Kalfon, paru en 2017 aux éditions Joëlle Losfeld, rend hommage au compositeur et cherche également à témoigner de sa vie sous forme romancée.
- Dans le roman Les Pêcheurs d'étoiles de Jean-Paul Delfino, paru en octobre 2017 aux éditions Le Passage, Erik Satie et Blaise Cendrars traversent la nuit parisienne à la recherche de l'amour de l'un, Suzanne Valadon, et de l'ennemi des deux, Jean Cocteau.
- Le premier mouvement des Gymnopédies est placé à la fin du clip musical Freak de Lana Del Rey, sorti en 2017[26]. La chanteuse l'appose aux images de jeunes femmes dansant sous l'eau.
- Le musicien français de musique électronique Thylacine a composé deux morceaux intitulés Satie I (avec un clip en noir et blanc)[27] et Satie II dans son album Timeless sorti en 2020.

### Autres
- La promotion 2006 des conservateurs du patrimoine de l'Institut national du patrimoine porte son nom.
- Une fondation Erik Satie a vu le jour en Allemagne le 24 octobre 2015[28].
- L'astéroïde (9438) Satie, découvert en 1997, est nommé en son honneur[29].
- Un timbre à son effigie a été émis en France en 1992 (timbre avec surtaxe, série des musiciens)[30].

## Discographie

### Intégrales de l'œuvre pour piano
- 1967-1971 : Aldo Ciccolini, EMI (en re-recording pour les pièces de piano à quatre mains)
- 1983-1986 : Aldo Ciccolini, EMI (deuxième version avec Gabriel Tacchino pour le piano à quatre mains)
- 1994 : Jean-Pierre Armengaud, avec Dominique Merlet pour les pièces à quatre mains, Mandala
- 1996 : Jean-Joël Barbier, avec Jean Wiener pour les pièces à quatre mains, Accord
- 2003 : Jean-Yves Thibaudet, Decca
- 2015 : Tout Satie, Warner Classics
- 2017-2019 : Nicolas Horvath, CD Naxos – Grand Piano Records (Complete Piano Works, New Salabert Edition : vol.1, vol.2, vol.3, vol.4) (OCLC 1000300962 et 1018313315)

Intégrale de l'œuvre pour piano à quatre mains
- 1990 : Duo Campion/Vachon, Analekta

## Documentaire
- 2025 : Erik Satie, entre les notes de Gregory Monro

### Littérature jeunesse
- Delphine Bertozzi et Marcelino Truong, Erik Satie, musique pour un cœur simple, éd. À dos d'âne, coll. « Des graines et des guides », 2014 (pour les 8-12 ans et +)
- Carl Norac, Monsieur Satie, l'homme qui avait un petit piano dans la tête : fantaisie pour comédien et pianiste, illustrations d'Élodie Nouhen ; Érik Satie, comp. ; récitant François Morel, Didier jeunesse, 2006 - livre-disque Prix de l'ADAMI 2006 et prix de l'Académie Charles-Cros 2006